# Ne vous retournez pas
Pour plus de détails, voir Fiche technique et Distribution.
Ne vous retournez pas (en anglais : Don't Look Now ; en italien : A Venezia… un dicembre rosso shocking) est un film italo-britannique réalisé par Nicolas Roeg, sorti en 1973. Il s'agit d'un giallo qui prend pour cadre la ville de Venise.
L'intrigue est adaptée de la nouvelle Ne regarde pas tout de suite (Don't Look Now) de Daphné du Maurier parue en 1971. Le film est classé par Time Out comme le premier au palmarès des cent meilleurs films britanniques.

## Synopsis
Laura (Julie Christie) et John Baxter (Donald Sutherland) perdent leur fillette Christine par noyade lors d'un séjour à la campagne dans le Hertfordshire en Angleterre. Plus tard, le couple séjourne à Venise où John est chargé de rénover une église. Laura rencontre deux sœurs, Heather (Hilary Mason) et Wendy (Clelia Matania) dans un restaurant. Heather dit avoir des pouvoirs de clairvoyance et informe Laura qu'elle est capable de voir leur fille décédée. Bouleversée, Laura s'évanouit.
Emmenée à l'hôpital, Laura répète à John ce que Heather lui a dit. John est sceptique mais agréablement surpris par l'amélioration de l'humeur de Laura. De retour de l'hôpital, ils sortent pour dîner. John aperçoit un personnage qui ressemble à un enfant, avec un manteau rouge similaire à celui que portait Christine le jour de sa mort.
Le lendemain, Laura rencontre Heather et Wendy, qui tiennent une séance pour tenter d'entrer en contact avec Christine. De retour à l'hôtel, Laura annonce à John que Christine a dit qu'il était en danger et devait quitter Venise, ce qui énerve John. La nuit, un appel téléphonique les informe que leur fils a été blessé lors d'un accident à l'école. Laura part pour l'Angleterre pendant que John demeure à Venise pour restaurer l'église. Peu après, il échappe de peu à la mort lors de l'effondrement d'un échafaudage à l'église, ce qu'il interprète comme le danger prédit par Heather et Wendy.
Plus tard dans la journée, alors que Laura est censée être en Angleterre, John la voit avec les deux sœurs dans un cortège funéraire. Inquiet à propos de l'état mental de sa femme et des rumeurs sur un tueur en série près de Venise, il signale la disparition de Laura à la police. L'inspecteur est suspicieux et le fait suivre. En suivant lui-même les sœurs pour tenter de retrouver Laura, il aperçoit de nouveau le personnage au manteau rouge. Il contacte l'école de son fils pour avoir des nouvelles et apprend que sa femme s'y trouve déjà. Dérouté, John informe la police qu'il a retrouvé sa femme. Pendant ce temps, la police a ramené Heather pour l'interroger. John, désolé, lui propose de la ramener à l'hôtel.
À son arrivée, Heather a une transe et John part précipitamment. En sortant de sa transe, Heather demande à sa sœur de suivre John, pressentant que quelque chose de terrible va arriver, mais Wendy ne parvient pas à le rattraper. Pendant ce temps, John aperçoit encore le mystérieux personnage au manteau rouge et le poursuit. Il parvient à l'acculer dans un palais désert et l'approche, croyant qu'il s'agit d'un enfant. Quand le personnage se retourne, on se rend compte qu'il s'agit d'une effrayante vieille femme ; alors que John est paralysé par la peur, elle lui coupe la gorge avec un couteau de boucher. Alors qu'il agonise, John se rend compte — trop tard — que les visions étranges qu'il a eues étaient des présages de sa propre mort.

## Fiche technique
- Titre français : Ne vous retournez pas[3]
- Titre original anglais : Don't Look Now
- Titre italien : A Venezia… un dicembre rosso shocking[4]
- Réalisation : Nicolas Roeg
- Scénario : Chris Bryant (en) et Allan Scott d'après la nouvelle Ne regarde pas tout de suite (Don't Look Now) de Daphné du Maurier, publiée en 1971 dans le recueil de nouvelles Pas après minuit (en) (Not After Midnight)[1].
- Photographie : Anthony B. Richmond et Nicolas Roeg (non crédité)
- Montage : Graeme Clifford ; assistante : Alfreda Benge
- Musique : Pino Donaggio
- Décors : Giovanni Soccol
- Maquillage : Giancarlo Del Brocco
- Production : Peter Katz, Frederick Muller, Anthony B. Unger, Steve Previn
- Sociétés de production : Eldorado Films (Rome) • Casey Productions (Londres)
- Pays de production :  Italie •  Royaume-Uni
- Langues originales : anglais • italien
- Format : Couleurs par Technicolor • 1,85:1 • Son mono • 35 mm
- Genre : Giallo, fantastique, horreur, drame
- Durée : 110 minutes (1 h 50)
- Dates de sortie :
  - Royaume-Uni : 11 octobre 1973 (avant-première à Londres) ; 18 novembre 1973 (sortie nationale)
  - Italie : 13 décembre 1973
  - France : 18 septembre 1974[3] (Paris) ; 16 septembre 2020[3] (ressortie, Potemkine Films)
- Classification :
  - Royaume-Uni : Classé X, lors de sa sortie en salles, ensuite interdit aux mineurs en 1988, puis aux moins de 15 ans en 2001[5]
  - Italie : VM18 (interdit aux moins de 18 ans du fait de scènes violentes ou à caractère sexuel)[5]
  - États-Unis : R - Restricted[5]
  - France : Interdit aux moins de 12 ans[5]

## Distribution
- Julie Christie (VF : Perrette Pradier) : Laura Baxter
- Donald Sutherland (VF : Claude Giraud) : John Baxter
- Hilary Mason (VF : Monique Mélinand) : Heather
- Clelia Matania : Wendy
- Massimo Serato (VF : Jean Topart) : Mgr Barbarrigo
- Renato Scarpa (VF : Roger Crouzet) : l'inspecteur Longhi
- Giorgio Trestini (it) (VF : Albert Augier) : l'ouvrier
- Leopoldo Trieste (VF : Jacques Balutin) : le gérant de l'hôtel
- David Tree (en) (VF : Jean Berger) : Anthony Babbage
- Nicholas Salter : Johnny Baxter
- Sharon Williams : Christine Baxter
- Bruno Cattaneo (it) : le détective Sabbione
- Ann Rye (VF : Nadine Alari) : Mandy Babbage
- Adelina Poerio (rôle muet) : le chaperon rouge

## Analyse

### Thèmes

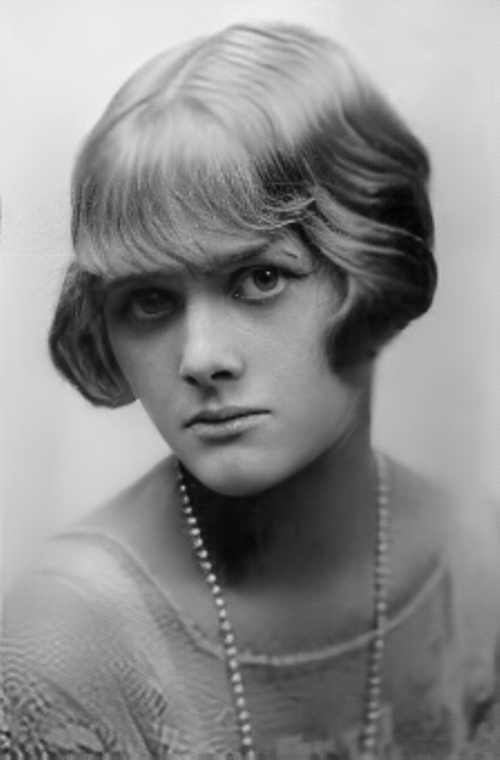
Daphné du Maurier (1907-1989), l'autrice (ici en 1930) de la nouvelle Ne regarde pas tout de suite (1971) dont le film est inspiré.

Ne vous retournez pas est un giallo faisant la part belle à l'occultisme dans lequel le caractère gothique du récit de fantômes sert à illustrer le deuil d'un couple pour son enfant. Le réalisateur du film, Nicolas Roeg, était intrigué par l'idée de faire du « deuil le seul axe du film », notant que « le deuil peut séparer les gens.... Même la relation la plus fusionnelle et la plus saine peut se disloquer sous l'effet d'un chagrin ». Le souvenir de Christine, la fille décédée des Baxter, pèse lourdement sur l'ambiance du film, car elle et les circonstances de sa mort sont constamment évoquées au fil de l'histoire. Il y a régulièrement des flashbacks de Christine jouant dans son manteau rouge, ainsi que l'apparition d'une mystérieuse silhouette enfantine portant elle aussi un manteau rouge et lui ressemblant. L'association constante de l'eau et de la mort est entretenue par une histoire dans l'histoire concernant un tueur en série, dont les cadavres des victimes sont découvertes dans les canaux de la ville ; il y a aussi un moment poignant où John repêche une poupée dans un canal, comme il l'a fait avec le corps de sa fille au début du film.
L'utilisation kaléidoscopique de visions récurrentes, combinée à des techniques de montage syncopées, annonce et préfigure des rebondissements de l'intrigue. Dans la nouvelle de Daphné du Maurier, c'est Laura qui porte un manteau rouge, mais dans le film, la couleur est utilisée pour établir une association entre Christine et la silhouette insaisissable que John ne cesse d'apercevoir,,. L'histoire de Du Maurier s'ouvre en fait à Venise après la mort de Christine des suites d'une méningite, mais la décision a été prise de changer la cause du décès en noyade et d'inclure un prologue pour faire de l'élément aquatique un thème central du film. Un autre leitmotiv dans le film est de faire trébucher ou chuter les personnages : outre la chute de Christine dans la mare qui entraînera sa noyade, Laura est emmenée à l'hôpital après avoir trébuché au restaurant, leur fils Johnny se blesse en tombant dans l'internat, l'évêque qui supervise la restauration de l'église informe John que son père a été tué en chutant, et John lui-même manque de mourir en se précipitant dans le vide pendant les rénovations. Le verre est fréquemment utilisé comme un présage que quelque chose de grave est sur le point de se produire : juste avant que Christine ne se noie, John renverse un verre d'eau et Johnny brise une vitre ; lorsque Laura s'évanouit au restaurant, elle renverse des verres de la table, et lorsque John manque de faire une chute mortelle dans l'église, une planche de bois brise une vitre ; enfin, peu avant d'affronter la mystérieuse silhouette vêtue de rouge, John demande aux sœurs un verre d'eau, un élément de symbolisme qui préfigure la mort de Christine.
L'intrigue du film est marquée par des erreurs d'interprétation et d'identité : lorsque John voit Laura sur la péniche avec les sœurs, il ne se rend pas compte qu'il s'agit d'une prémonition et croit que Laura est à Venise avec elles. John lui-même est pris pour un voyeur lorsqu'il suit Laura à la séance de spiritisme, et il finit par prendre la mystérieuse silhouette vêtue de rouge pour un enfant. Le concept de sosie et de double est très présent dans le film : les reflets sont un leitmotiv du film, qu'il s'agisse de reflets dans l'eau, de photographies, de croquis de police ou de diapositives de l'église que John restaure. Laura commente dans une lettre à leur fils qu'elle ne peut pas faire la différence entre les fenêtres restaurées de l'église et les « vraies », et plus tard dans le film, John tente de faire une correspondance parfaite entre les carreaux récemment fabriqués et les anciens pour réparer une mosaïque ancienne. Roeg décrit le principe de base de l'histoire comme étant principalement que dans la vie « rien n'est ce qu'il semble être », et a même décidé de faire prononcer cette phrase par le personnage de Donald Sutherland - une scène qui a nécessité quinze prises.
La communication est un thème qui traverse une grande partie de l'œuvre de Nicolas Roeg et qui est très présent dans Ne vous retournez pas. Le meilleur exemple en est la médium aveugle, Heather, qui communique avec les morts, mais il est présenté également d'autres manières : les barrières linguistiques sont délibérément renforcées par la décision de ne pas inclure de sous-titres traduisant le dialogue italien en anglais, de sorte que le spectateur éprouve la même confusion que John. Les femmes sont présentées comme plus aptes à communiquer que les hommes : outre le fait que la voyante est une femme, c'est Laura qui reste en contact régulier avec leur fils, Johnny ; lorsque les Baxter reçoivent un appel téléphonique les informant de l'accident de Johnny au pensionnat, l'incapacité du directeur à expliquer la situation amène sa femme à s'interposer et à expliquer à sa place.
Il a été beaucoup fait allusion dans les critiques au montage fragmenté de Ne vous retournez pas, et de l'œuvre de Nicolas Roeg en général. Le temps y est présenté comme « fluide », puisque le passé, le présent et le futur peuvent coexister dans la même trame temporelle. Les prémonitions de John se confondent avec le présent, comme au début du film, où la mystérieuse silhouette au manteau rouge semble être représentée sur l'une de ses diapositives, et lorsqu'il « voit » Laura sur la péniche funéraire avec les sœurs et croit à tort voir le présent, alors qu'il s'agit en fait d'une prémonition. L'utilisation la plus célèbre de cette approche fragmentée du temps est celle de la scène d'amour, dans laquelle les plans où John et Laura font l'amour sont entrecoupés de plans où ils se rhabillent pour aller dîner. Après que John a été attaqué par son agresseur dans les moments décisifs, les événements précédents décrits au cours du film sont rappelés par des flashbacks, ce qui peut être interprété comme la vision de sa vie qui repasse devant ses yeux. Sur le plan narratif, l'intrigue de Ne vous retournez pas peut être considérée comme une prophétie auto-réalisatrice : ce sont les prémonitions de John concernant sa mort qui déclenchent les événements qui conduisent à sa mort. Selon le monteur du film, Graeme Clifford, Nicolas Roeg considérait le film comme son « exercice de grammaire cinématographique ».

### Inspirations
Ne vous retournez pas est particulièrement redevable à Alfred Hitchcock, présentant plusieurs caractéristiques de l'œuvre du réalisateur. Le raccord sonore qui suit la mort de Christine, passant du cri de Laura au crissement d'une perceuse, rappelle un découpage des 39 marches, dans lequel le cri d'une femme se transforme en sifflement d'un train à vapeur. Lorsque John signale la disparition de Laura à la police italienne, il devient par inadvertance un suspect dans l'affaire de meurtre sur laquelle elle enquête : un homme innocent accusé à tort et poursuivi par les autorités est une caractéristique chez Hitchcock. Le film adopte également une approche hitchcockienne dans sa mise en scène, en manifestant la psychologie de son protagoniste dans les développements de l'intrigue : en faisant leur voyage à Venise, les Baxter ont fui une tragédie personnelle, et sont souvent représentés physiquement en train de s'éloigner de certains objets ou de s'avancer vers d'autres pendant leur séjour à Venise ; la géographie labyrinthique de Venise fait perdre à John ses repères, et il est souvent séparé de Laura et montré à plusieurs reprises en train de la chercher : deux réalisations physiques de ce qui se passe dans sa tête.

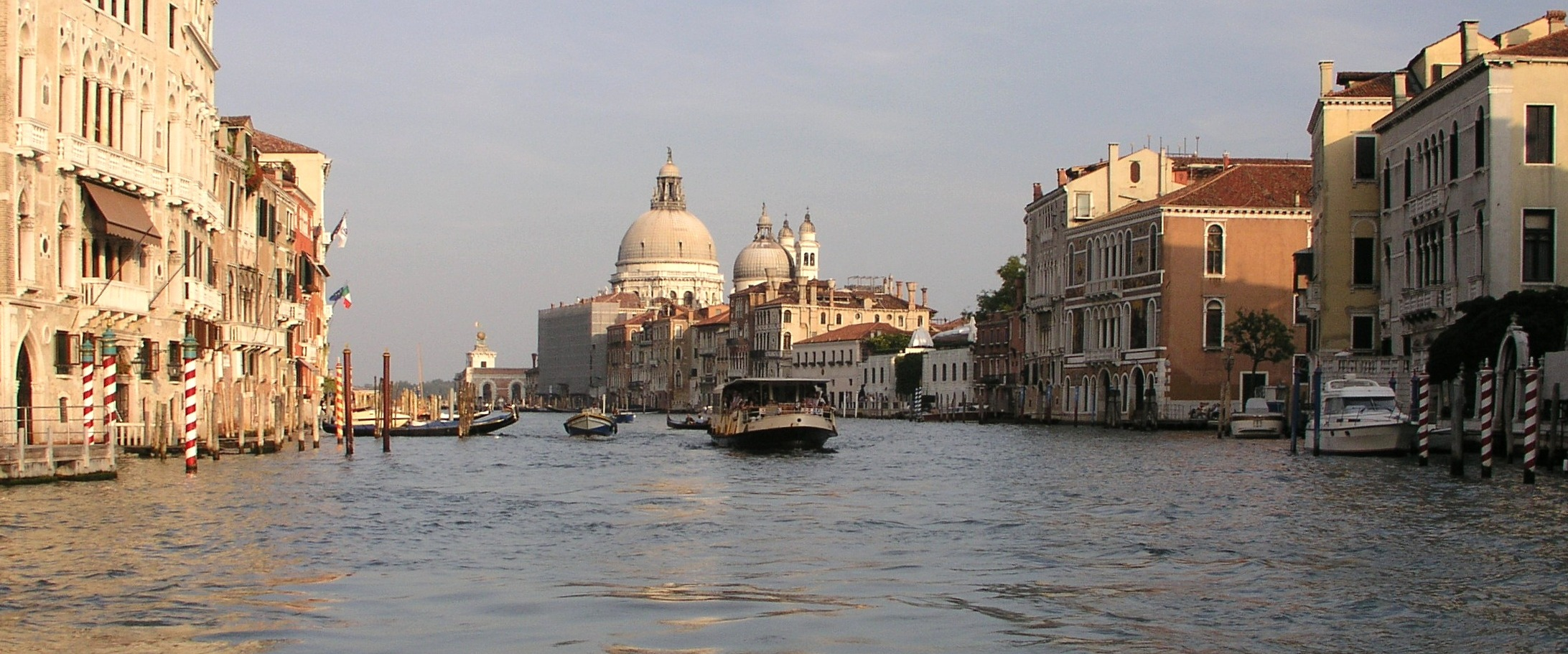
Le film se distingue en mettant à l'honneur la ville de Venise.

Nicolas Roeg avait employé le style de montage fracturé de Ne vous retournez pas sur ses films précédents, Performance et La Randonnée, mais il a été inventé par le monteur Antony Gibbs sur Petulia. Roeg a été chef opérateur sur Petulia, qui, incidemment, mettait également en vedette Julie Christie, et Gibbs a ensuite monté Performance et La Randonnée pour Roeg. L'utilisation que fait Roeg de la couleur - en particulier du rouge - peut être retrouvée dans ses travaux antérieurs : Performance et La Randonnée comportent tous deux des scènes où l'écran entier devient rouge, de manière semblable à la scène de la noyade de Christine, lorsque l'eau renversée sur le toboggan de l'église provoque une réaction qui le fait devenir complètement rouge, ainsi que l'écran entier. Le mystérieux personnage au manteau rouge et son association avec la mort établisse un parallèle direct avec un film antérieur sur lequel Roeg a travaillé en tant que chef opérateur, Le Masque de la mort rouge, qui mettait en scène une personnification de la Mort vêtue de rouge. Les aperçus fugaces de la mystérieuse figure habillée en rouge s'inspirent peut-être de Proust : dans À la recherche du temps perdu, alors qu'il se trouve à Venise, le narrateur aperçoit au loin une robe rouge qui lui rappelle des souvenirs douloureux de son amour perdu.
Outre Proust, d'autres influences littéraires possibles incluent Borges et Nietzsche ; Pauline Kael dans sa critique commente que « Roeg est plus proche de porter Borges à l'écran que ceux qui s'y sont essayés directement », tandis que Mark Sanderson, dans son essai sur le film, trouve des parallèles avec Au-delà du bien et du mal de Nietzsche. Le cadre et le statut de production du film ont également attiré des comparaisons avec le cinéma giallo, en raison de sa structure, de son langage cinématographique et de l'accent mis sur la constitution psychologique de ses protagonistes partageant de nombreuses caractéristiques avec le sous-genre italien, bien qu'Anya Stanley ait noté qu'il n'a pas la représentation racoleuse de la violence et de la sexualité généralement associée à la forme d'un cinéma d'exploitation. À cet égard, Danny Shipka a noté que Ne vous retournez pas présente des analogies avec le giallo Qui l'a vue mourir ? (1972) d'Aldo Lado, dans lequel un couple séparé (George Lazenby et Anita Strindberg) enquête sur la mort par noyade de leur fille. Selon lui, Aldo « élimine une grande partie de l'ultra-violence et du sexe sufureux [associés aux gialli], mais parvient tout de même à créer une aura de malaise dans le cadre vénitien, tout comme Roeg l'a fait un an plus tard ».

## Production

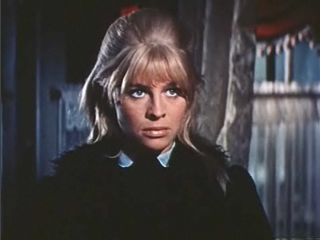
Julie Christie en 1965.

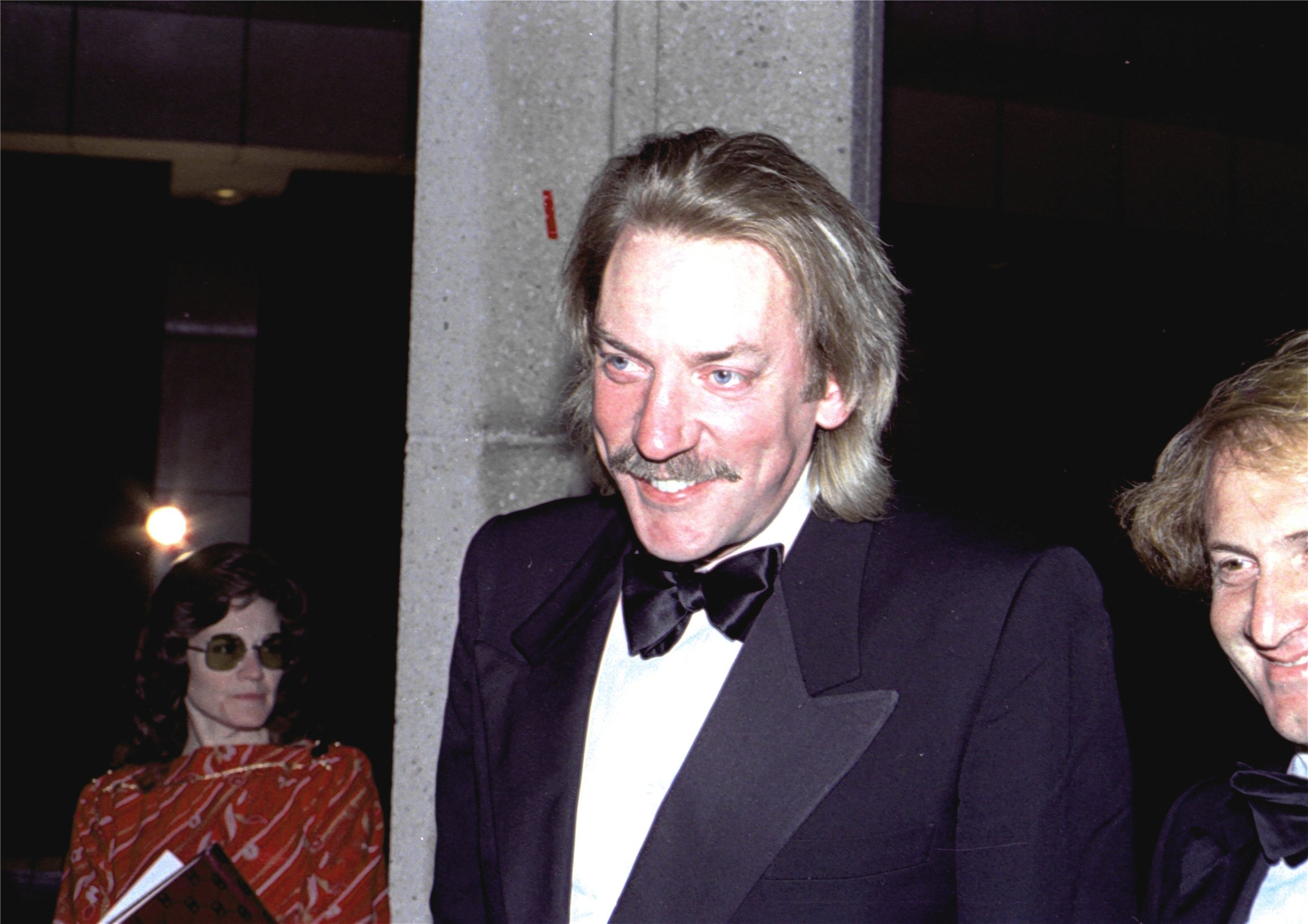
Donald Sutherland en 1981.

Ne vous retournez pas a été co-produit par la société londonienne Casey Productions et par la société romaine Eldorado Films, et conjointement par le producteur Peter Katz et le producteur délégué Anthony B. Unger. Le scénario est inspiré de la nouvelle Ne regarde pas tout de suite (Don't Look Now) de Daphné du Maurier, publiée en 1971 dans le recueil de nouvelles Pas après minuit (en) (Not After Midnight). Elle a été proposée à Nicolas Roeg par le scénariste Allan Scott, qui avait coécrit le scénario avec Chris Bryant (en), tandis que Julie Christie et Donald Sutherland tenaient les rôles principaux. Le tournage commence en Angleterre le 18 décembre 1972, s'interrompt pour Noël, puis reprend en janvier 1973 pour sept semaines supplémentaires en Italie.

### Attribution des rôles
Ne vous retournez pas est la troisième réalisation de Roeg, après Performance (1970) et La Randonnée (1971). Bien que Natalie Wood et Robert Wagner aient été proposés pour les rôles de Laura et John Baxter, Roeg souhaitait dès le départ engager Julie Christie et Donald Sutherland. Initialement engagés dans d'autres projets, les deux acteurs se sont rendus disponibles au dernier moment. Christie a aimé le scénario et était impatiente de travailler avec Roeg, qui avait été le chef opérateur de Fahrenheit 451, Loin de la foule déchaînée et Petulia, dans lesquels elle avait joué. Sutherland voulait également faire le film, mais il avait quelques réserves quant à la représentation de la voyance dans le scénario. Il trouvait qu'elle était traitée de manière trop négative et pensait que Ne vous retournez pas devait être un « film plus pédagogue », et que « les personnages devaient d'une certaine manière bénéficier de la perception extrasensorielle et non se faire détruire par elle ». Roeg s'oppose à tout changement et lance un ultimatum à Sutherland.
Roeg voulait que Julie Christie assiste à une séance de spiritisme avant le tournage. Leslie Flint, un médium basé à Notting Hill, les a invités à assister à une séance qu'il organisait pour des parapsychologues américains, qui venaient l'observer. Roeg et Christie s'y rendent, s'assoient en cercle dans l'obscurité en se donnant la main. Flint a demandé à ses invités de « décroiser » leurs jambes, ce que Roeg a ensuite intégré dans le film.
Adelina Poerio a été choisie pour incarner l'éphémère personnage au manteau rouge après que Roeg ait vu sa photo lors d'une audition à Rome. Ne mesurant qu'un mètre vingt, elle était engagée dans une carrière de chanteuse. Renato Scarpa a été choisi pour jouer le rôle de l'inspecteur Longhi, bien qu'il ne sache pas parler anglais et qu'il n'ait donc aucune idée de ce qu'il dit dans le film.

### Tournage
La scène de la noyade dans les jardins ont été tournés à Broxbourne dans le Hertfordshire, au domicile de l'acteur David Tree, qui joue également le directeur de l'internat du fils de famille. Le tournage de la séquence a été particulièrement problématique : Sharon Williams, qui jouait Christine, est devenue hystérique lorsqu'elle a été plongée dans l'étang, malgré le bon déroulement des répétitions antérieures à la piscine. Un fermier des terres voisines a proposé de faire jouer sa fille, qui était une nageuse accomplie, mais qui a refusé de s'immerger lorsqu'il s'agissait de tourner. Finalement, la scène a été tournée dans un bassin d'eau avec trois jeunes actrices différentes. Nicolas Roeg et le monteur Graeme Clifford ont montré la séquence d'ouverture à quelques amis avant d'enchaîner sur la reprise du tournage vénitien, et Clifford se souvient qu'elle a produit une impression considérable.
Les lieux de tournage à Venise comprenaient l'hôtel Gabrielli Sandwirth - le hall et les extérieurs remplaçant l'hôtel Europa fictif du film, bien que la suite des Baxter se trouvait au Bauer Grunwald (qui était mieux adapté aux caméras) - et l'église San Nicolò dei Mendicoli (l'église de Saint-Nicolas des mendiants), située à la périphérie de Venise. Trouver une église appropriée s'est avéré ardu : après avoir visité la plupart des églises vénitiennes, le régisseur italien a suggéré d'en construire une dans un entrepôt. La découverte de San Nicolò a été particulièrement fortuite car elle était en cours de rénovation et les échafaudages étaient déjà en place, ce qui se prêtait bien à l'intrigue du film. Roeg a décidé de ne pas utiliser les lieux touristiques traditionnels afin d'éviter délibérément de donner une impression de documentaire exotique. Venise s'est avérée être un endroit difficile à filmer, principalement en raison des marées qui posaient des problèmes de continuité et de transport du matériel,.

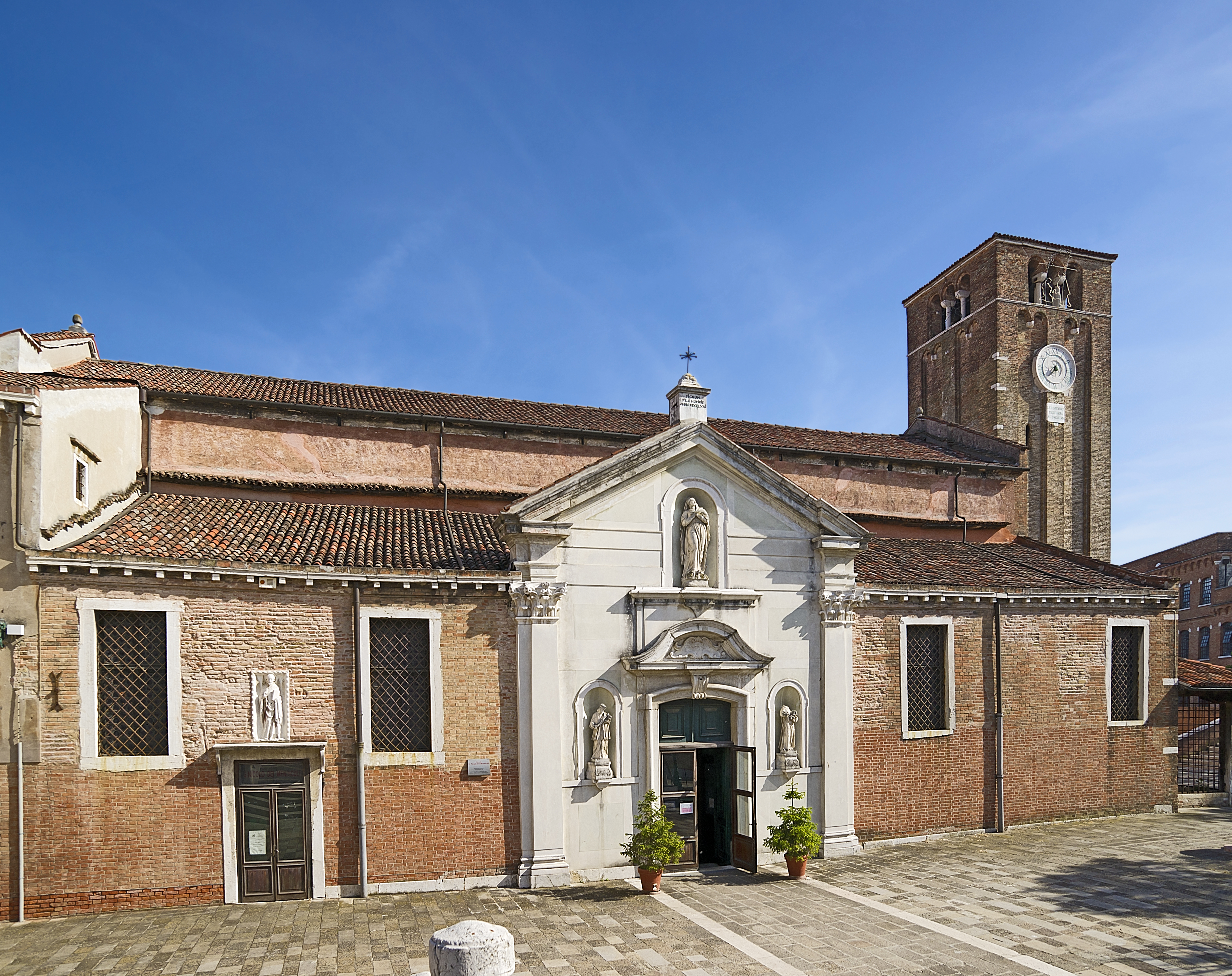
La façade de l'église San Nicolò dei Mendicoli à Venise, un lieu de tournage du film.

Le tournage de la scène dans laquelle John manque de faire une chute mortelle alors qu'il restaure la mosaïque de l'église San Nicolò a également posé des problèmes et a mis la vie de Donald Sutherland en danger. La scène impliquait l'effondrement d'une partie de l'échafaudage, laissant John suspendu par une corde, mais le cascadeur a refusé d'effectuer la cascade parce que l'assurance n'était pas en règle. Sutherland a fini par le faire lui-même, et a été attaché à un câble par précaution au cas où il tomberait. Quelque temps après la sortie du film, le célèbre coordinateur des cascades, Vic Armstrong, a fait remarquer à Sutherland que le câble n'était pas conçu pour cette utilisation, et que le tournoiement provoqué par le fait de s'accrocher à la corde aurait endommagé le câble au point de se rompre si Sutherland l'avait lâché.
Si la plupart des modifications scénaristiques durant le tournage étaient causés par des problèmes logistiques, certaines ont été décidés par le réalisateur lui-même, comme l'inclusion de la célèbre scène d'amour. Cette scène a en fait été improvisée à la dernière minute par Roeg, qui estimait que sans elle, il y aurait eu trop de scènes de disputes conjugales. La scène de l'église où Laura allume un cierge pour Christine a également été improvisée. Destiné à l'origine à exposer la différence entre les états mentaux de John et Laura - le déni de John et l'incapacité de Laura à lâcher prise - le scénario comprenait deux pages de dialogue pour illustrer le malaise de John face à l'expression marquée du chagrin de Laura. Après une pause dans le tournage pour permettre à l'équipe d'installer le matériel, Donald Sutherland est revenu sur le plateau et a déclaré qu'il n'aimait pas l'église, ce à quoi Julie Christie a rétorqué qu'il était « idiot » et que l'église était « magnifique ». Roeg a estimé que l'échange était plus fidèle à la réalité de ce que les personnages se seraient réellement dit, et que la version scénaristique était « sur-écrite », il a donc décidé d'abandonner le dialogue du scénario et d'inclure l'échange réel à la place.
La scène des funérailles à la fin du film a également été jouée différemment de ce qui était prévu à l'origine. Julie Christie était censée porter un voile pour cacher son visage, mais avant le tournage, Roeg a suggéré à Christie de la jouer sans voile et de sourire tout au long de la scène. Christie était initialement sceptique, mais Roeg a estimé que cela n'aurait pas de sens que le personnage ait le cœur brisé si elle croyait que son mari et sa fille étaient réunis dans l'au-delà.

### Bande son
La bande son a été composée par Pino Donaggio, un Vénitien d'origine qui était un chanteur populaire à l'époque (il a eu un succès avec Lo che non vivo) ; avant Ne vous retournez pas, Donaggio n'avait jamais écrit de musique de film. Ugo Mariotti, régisseur de distribution sur le film, a repéré Donaggio sur un vaporetto sur le Grand Canal à Venise, et croyant que c'était un « signe », il l'a contacté pour voir s'il serait intéressé à travailler sur le film. Au début, Donaggio était réticent car il ne comprenait pas pourquoi ils s'intéresseraient à quelqu'un qui n'avait pas d'expérience.
À l'époque, Donaggio ne s'intéressait pas aux bandes originales, mais il a été présenté à Nicolas Roeg qui a décidé de le mettre à l'essai et lui a demandé d'écrire quelque chose pour le début du film. Roeg est enthousiasmé par le résultat, mais les producteurs londoniens sont réticents à l'idée d'engager quelqu'un qui n'a aucune expérience du cinéma. Les financiers du film sont satisfaits du travail de Donaggio et passent outre aux producteurs. En plus de composer la partition, Donaggio en a interprété une grande partie lui-même. Les morceaux de piano ont été interprétés par Donaggio, bien qu'il ne soit pas très doué pour jouer du piano. Les morceaux de piano sont généralement associés à Christine dans le film, et Roeg voulait qu'ils aient un son innocent rappelant celui d'une petite fille apprenant à jouer du piano. Donaggio affirme que, comme il n'était pas très doué pour le piano, les morceaux avaient un style incertain, parfait pour l'effet qu'ils essayaient de capturer.
Le seul désaccord sur la direction musicale du film concernait la partition accompagnant la scène d'amour. Donaggio a composé un grand morceau orchestral, mais Roeg pensait que l'effet était exagéré et voulait qu'il soit atténué. Finalement, la scène se résume à une combinaison de piano, de flûte, de guitare acoustique et de guitare basse acoustique. Le piano était joué par Donaggio, qui jouait également de la flûte. Contrairement à ses talents de pianiste, Donaggio était un flûtiste renommé, célèbre pour cela au conservatoire. Donaggio a admis que le thème plus discret fonctionnait mieux dans la séquence et a abandonné le morceau orchestral aux cordes aiguës, le retravaillant pour la scène des funérailles à la fin du film.
Donaggio a remporté le prix de la « meilleure bande originale de l'année » pour son travail sur le film, ce qui lui a donné la confiance nécessaire pour abandonner sa carrière de chanteur à succès et se lancer dans une carrière de compositeur de films. Donaggio est devenu un compositeur régulier pour Brian De Palma, et il attribue à Nicolas Roeg le mérite de lui avoir donné sa première leçon d'écriture de musique de film, et il a exprimé le désir de travailler à nouveau avec lui. La partition de Donaggio a ensuite obtenu une nouvelle reconnaissance quand elle a été utilisée dans le quatrième épisode de la série Euphoria sur HBO ; le superviseur musical Jen Malone a noté que les repères sonores utilisés étaient les plus difficiles à distinguer parmi toutes les musiques utilisées dans la série.

## Exploitation
Ne vous retournez pas — présenté comme un « thriller psychique » — est sorti dans le West End londonien le 16 octobre 1973,. Il est sorti dans tout le pays quelques semaines plus tard en tant que film principal d'une double séance ; Le Dieu d'osier (The Wicker Man) était le film de série B qui l'accompagnait et, à l'instar de Ne vous retournez pas, il a connu un grand succès. Les deux films présentent des analogies thématiques et se terminent tous deux par le fait que leurs protagonistes sont conduits vers des destins prédestinés par un « enfant » qu'ils croient aider.
Le film a fait les meilleurs entrées pour un film britannique en 1974 au Royaume-Uni, juste derrière la comédie érotique Confessions d'un laveur de carreaux, et s'est classé parmi les vingt meilleurs de l'année,. Michael Deeley, qui était directeur général de British Lion Films à l'époque de la sortie du film, a déclaré que l'accueil du film aux États-Unis avait été affectée par le fait que Paramount Pictures avait sorti le film dans les salles de cinéma trop tôt, après l'échec inattendu de Jonathan Livingston le goéland ; malgré la mauvaise gestion de sa distribution, Peter Bart, du temps où il travaillait pour Paramount, se souvient que le film avait été « plutôt bien » rentable en salles. Le film avait couvert la plupart de ses dépenses avant même sa sortie, son budget de 1,1 million de dollars ayant été compensé par le prix payé par Paramount pour les droits de distribution aux États-Unis.
Le film est sorti le 13 décembre 1973 en Italie. Il y est interdit aux moins de 14 ans.
Ne vous retournez pas a été choisi par le British Film Institute en 2000 comme l'un des huit films classiques parmi ceux qui avaient commencé à se détériorer pour être restaurés. Une fois la restauration terminée en 2001, le film a bénéficié d'une nouvelle sortie en salle.

### Polémique autour de la scène d'amour
Ne vous retournez pas est devenu célèbre pour une scène d'amour impliquant Julie Christie et Donald Sutherland, qui a suscité une polémique considérable avant sa sortie en 1973. Le Daily Mail, un tabloïd britannique, observait à l'époque que « l'une des scènes d'amour les plus franches jamais filmées risque de plonger la belle Julie Christie dans la plus grande polémique censoriale depuis Le Dernier Tango à Paris ». La scène était inhabituellement suggestive pour l'époque, avec notamment une rare représentation d'un cunnilingus dans un film grand public.
Christie a commenté que « les gens ne faisaient pas de scènes comme ça à l'époque », et qu'elle a trouvé les scènes difficiles à filmer : « Il n'y avait pas d'exemples à imiter, pas de modèles à suivre [...]. J'ai juste fait le vide et Nic [Roeg] a crié des instructions ». La scène a posé des problèmes avec les censeurs anglo-saxons des deux côtés de l'Atlantique. La censure américaine a interpellé Nicolas Roeg de manière directe, en disant : « Nous ne pouvons pas voir de baise. On ne peut pas voir le va-et-vient entre les cuisses ». Le style fragmenté tant célébré de la scène, dans lequel les scènes du couple pendant le coït sont entrecoupées de scènes du couple se rhabillant pour sortir dîner, est en partie né de la tentative de Roeg de répondre aux préoccupations des censeurs : « Ils l'ont examiné à la loupe et n'ont trouvé absolument rien à redire. Si quelqu'un se lève, vous coupez la scène en question et quand vous le revoyez, il est dans une disposition différente. Il faut comprendre soi-même le message avant qu'on nous le dise. Mais, techniquement parlant, l'homme ne pilonne pas sa partenaire dans cette scène ». Finalement, Roeg n'a coupé que neuf images de la séquence, et le film a obtenu le classement R aux États-Unis. En Grande-Bretagne, le British Board of Film Censors a jugé que la version non coupée était « de bon goût et qu'elle faisait partie intégrante de l'intrigue », et une scène dans laquelle on voit clairement le personnage de Donald Sutherland faire un cunnilingus au personnage de Christie a été autorisée ; elle a reçu le classement X, c'est-à-dire un certificat réservé aux adultes,.
La scène d'amour est restée polémique pendant quelques années après la sortie du film. La BBC l'a complètement coupée lors de la première diffusion du film à la télévision britannique, ce qui a provoqué un flot de plaintes de la part des téléspectateurs,. L'intimité de la scène a donné lieu à des rumeurs selon lesquelles Christie et Sutherland avaient eu des rapports sexuels non simulés, rumeurs qui ont persisté pendant des années, et selon lesquelles des extraits de la scène faisaient le tour des salles de projection,,. Michael Deeley, qui a supervisé l'exploitation du film au Royaume-Uni, a affirmé dans l'émission Desert Island Discs de la BBC Radio 4 que Warren Beatty s'était rendu à Londres pour exiger que la scène d'amour - mettant en scène sa petite amie de l'époque, Julie Christie - soit coupée au montage. Les rumeurs ont apparemment été confirmées en 2011 par l'ancien rédacteur en chef de Variety, Peter Bart, qui était un cadre de la Paramount à l'époque. Dans son livre, Infamous Players : A Tale of Movies, the Mob, (and Sex), Bart affirme qu'il était sur le plateau le jour du tournage de la scène et qu'il a pu clairement voir le pénis de Sutherland « entrer et sortir » de Christie. Bart a également confirmé le mécontentement de Warren Beatty, notant que ce dernier l'avait contacté pour se plaindre de ce qu'il percevait comme l'exploitation de Christie par Roeg, et insistant pour qu'il soit autorisé à participer au montage du film,. Sutherland a par la suite publié une déclaration par l'intermédiaire de son agent affirmant que les affirmations étaient fausses et que Bart n'avait pas assisté au tournage de la scène. Peter Katz, le producteur du film, a corroboré le récit de Sutherland selon lequel le sexe était entièrement simulé.

### Accueil critique
Les critiques britanniques ont été particulièrement enthousiastes à l'égard de la réalisation de Nicolas Roeg. Selon Tom Milne du Monthly Film Bulletin, le travail combiné de Roeg sur Performance, La Randonnée et Ne vous retournez pas fait de lui « un des plus grands réalisateurs ». George Melly a également écrit dans The Observer que Roeg avait rejoint « cette poignée de noms dont l'apparition à la fin du générique crée automatiquement un sentiment d'anticipation ». Penelope Houston pour Sight & Sound a également trouvé beaucoup à apprécier dans la réalisation de Roeg : « Roeg déploie des aptitudes subtiles de mise en scène et de détournement hitchcockien ».
Daphné du Maurier était satisfaite de l'adaptation de sa nouvelle et a écrit à Nicolas Roeg pour le féliciter d'avoir su capturer l'essence de la relation entre John et Laura. Le film n'a pas été bien accueilli par les Vénitiens, notamment par les conseillers municipaux qui craignaient qu'il ne fasse fuir les touristes.
Les critiques italiens ont bien accueilli le film. Il Morandini écrit « À partir d'une nouvelle de la prolifique Daphné Du Maurier, Roeg a réalisé un drame atmosphérique à suspense, stylistiquement très (voire trop) raffiné, avec des allers-retours entre le passé, le présent et le futur, peu respectueux de la logique narrative, mais attachant ». Tullio Kezich a des propos flatteurs pour le film dans Panorama en 1974, mentionnant notamment que la mise en valeur de « Venise en pleine décomposition, où les fondations s'effritent comme du tabac et où un air de fin du monde circule dans les sombres calli et les sinistres canaux... ».
Les critiques ont été de plus en plus élogieuses au fil du temps, notamment lors des ressorties en DVD haute définition au début du XXIe siècle. En 2008, Vellutogrigio écrit dans Debaser « En bref, un film à voir absolument, à conseiller aux amateurs du genre et à recommander vivement à ceux qui croient au cinéma à sensations sans effets spéciaux et sans assauts continus sur les nerfs du spectateur, qui procède lentement, dans un lent resserrement d'un nœud coulant autour du cou du spectateur, ou de ceux qui tentent de comprendre le sens ultime des choses ». Damiano Colantonio
dans la revue Nocturno lui accorde 4,5 étoiles sur 5 et fait remarquer : « Qualifier le film de thriller n'est ni exact ni juste pour lui : l'adjectif le plus approprié serait "parapsychique" ou "métaphysique" car, outre le drame et la tension qu'il génère chez le spectateur, il traite de sujets qui ne sont pas encore scientifiquement explicables, transcendants mais néanmoins réels. La télépathie et la clairvoyance auxquelles Roeg réussit si poétiquement à donner forme sont les piliers de ce film ».
Aux États-Unis, Roger Ebert a également été amené à relever sa critique au fil des ans : près de trente ans après sa première critique, il a déclaré qu'il réévaluait ce qu'il appelait initialement la « faiblesse du dénouement » du film. Après avoir revu le film plan par plan, il est arrivé à la conclusion qu'il s'agissait d'un « chef-d'œuvre du cinéma physique, dans la manière dont la photographie évoque l'humeur et dont le montage la souligne avec incertitude ». Ne vous retournez pas est également très bien considéré par les autres professionnels de l'industrie hollywoodienne, se plaçant dans le top 100 du sondage des réalisateurs de Sight & Sound, réalisé en tandem avec leur sondage des critiques. Une enquête auprès de 1000 personnes travaillant dans au cinéma et à la télévision, entreprise par le British Film Institute en 1999, a vu le film classé huitième sur leur liste des Top 100 du British Film Institute du XXe siècle. Il est également arrivé en tête d'un classement semblable organisée par Time Out Londres en 2011, dans laquelle 150 professionnels du cinéma ont été interrogés. En 2012, Time Out a également entrepris un sondage sur l'industrie de l'horreur, dans lequel plus de 100 professionnels qui travaillent dans le genre ou ont des liens avec lui ont sélectionné leurs films d'horreur préférés, qui a vu Ne vous retournez pas terminer en douzième position.
La moyenne des critiques de DVDclassik s'élève à 7/10 et Pierre Charrel note en 2015 que « C’est donc d’un prix terriblement élevé que doit s’acquitter celui qui se refuse à comprendre ce qui s’offre à son regard. Tel est le sens qu’il s’agit d’accorder à cette formidable parabole fantastique qu’est Ne vous retournez pas. À charge pour ses spectateurs et spectatrices, qui auront eux aussi été des voyants aveugles, une fois la projection terminée et la lumière revenue, d’en méditer les troublantes implications... ». Olivier Père analyse quant à lui « À l’époque de sa sortie, Ne vous retournez pas retint surtout l’attention en raison d’une scène d’amour jugée particulièrement réaliste. Entièrement construite sur des effets de montage, qui mélangent les étapes successives d’une relation sexuelle banale, c’est aujourd’hui l’élément le plus daté du film. En revanche, Ne vous retournez pas est passionnant parce qu’il mêle des influences d’horizons divers, sorte de synthèse entre un cinéma intellectuel et un autre plus trivial. Il apparaît clairement que Roeg, petit héritier de la modernité des années 1960, voudrait être comparé à Alain Resnais dans son approche cinématographique du temps, du deuil et de la mémoire. D’un autre côté, le cinéaste britannique débarqué en Italie pour y réaliser un giallo, sous-genre typiquement transalpin mêlant sadisme, fantastique et enquête policière, a sans doute vu les films de Mario Bava et quelques autres avant de commencer le sien ».

## Postérité
Ne vous retournez pas a suscité l'admiration des cinéastes qui ont suivi et en ont été influencés. L'Italien Dario Argento a réutilisé tel quel le plan de la révélation finale de Ne vous retournez pas dans Phenomena (1985),. Le Britannique Danny Boyle cite Nicolas Roeg comme une influence clef sur son travail et le compte parmi ses films préférés,, le considérant comme « l'un des chefs-d'œuvre du siècle dernier ». Mark Gatiss, Steve Pemberton, Reece Shearsmith et Jeremy Dyson se sont considérablement inspirés de Ne vous retournez pas pour leur série télévisée Le Club des Gentlemen ; Pemberton le classe parmi les trois meilleurs films d'horreur britanniques des années 1960 et 1970, et déclare qu'il veut que les choses qu'il a écrites fassent ressentir au public ce qu'il a ressenti en regardant The Wicker Man et Ne vous retournez pas,. De même, Ryan Murphy considère sa série télévisée American Horror Story comme un retour aux films d'horreur psychologique des années 60 et 70, citant Ne vous retournez pas, Rosemary's Baby et Shining comme exemples particuliers. Des similitudes thématiques et narratives avec Antichrist du Danois Lars von Trier ont également été observées. Le directeur de la photographie d'Antichrist, Anthony Dod Mantle, a déclaré qu'il avait regardé Ne vous retournez pas plus de fois que n'importe quel autre film. Le cinéaste français Fabrice Du Welz, dont le film Vinyan a souvent été comparé à Ne vous retournez pas, a déclaré que c'était un film qui l'« obsédait » et l'un de ses préférés d'un réalisateur qu'il qualifie de « rimbaldien », tandis que la réalisatrice britannique Lynne Ramsay l'a cité comme une influence sur We Need to Talk About Kevin, qui est d'ailleurs également produit par Luc, le fils de Roeg. L'Américaine Ami Canaan Mann a également reconnu avoir été influencée par des thrillers atmosphériques tels que Pique-nique à Hanging Rock et Ne vous retournez pas alors qu'elle réalisait son premier long métrage, Killing Fields, et Ari Aster a reconnu que ce film avait été une influence clef pour Hérédité.
Son imagerie a été directement référencée dans plusieurs œuvres. Le film de James Bond Casino Royale (2006) contient un petit hommage dans lequel James Bond poursuit un personnage féminin à travers Venise, l'apercevant à travers la foule dans une robe rouge. Le réalisateur irlandais Martin McDonagh a déclaré que la « Venise de Ne vous retournez pas » a servi de modèle à la représentation de Bruges dans son film Bons Baisers de Bruges, et le film présente de nombreuses ressemblances thématiques, un personnage déclarant notamment que le film sur lequel il travaille est un « pastiche de Ne vous retournez pas ». L'Expérience interdite, un thriller surnaturel de 1990 réalisé par l'américain Joel Schumacher, s'inspire aussi explicitement du film en ayant un personnage terrorisé par un enfant portant un manteau rouge ; par coïncidence, le personnage qui est tourmenté y est joué par Kiefer Sutherland, le fils de Donald Sutherland. Dans la pièce de théâtre Don't Look Now de 2007, écrite par Nell Leyshon et mise en scène par Lucy Bailey, la pièce a fait un effort conscient pour contourner le film et être une adaptation fidèle de la nouvelle de du Maurier, mais elle a toutefois conservé le manteau rouge emblématique du film, porté par le personnage insaisissable de l'enfant.
Son influence est moins évidente mais toujours apparente dans Hors d'atteinte, un film hollywoodien réalisé en 1998 par Steven Soderbergh. La célèbre découpage utilisé dans la scène de coït a été utilisée de la même manière pour mettre en scène un rapport sexuel entre George Clooney et Jennifer Lopez,. L'imagerie et les techniques stylistiques du film ont servi d'inspiration à des films tels que La Liste de Schindler réalisé par Steven Spielberg, Memento de Christopher Nolan,, The Dark de John Fawcett, Submarine de Richard Ayoade, et Blanche-Neige et le Chasseur de Rupert Sanders. Le cinéaste canadien David Cronenberg le considère comme le film le plus effrayant qu'il ait vu, et son influence a été décelée sur Chromosome 3 de Cronenberg.
Roeg s'est souvent inspiré du monde de la musique pop pour son travail, faisant jouer Mick Jagger dans Performance, David Bowie dans L'Homme qui venait d'ailleurs et Art Garfunkel dans Enquête sur une passion, et à leur tour, ses films ont servi d'inspiration aux musiciens. Big Audio Dynamite a écrit une chanson en hommage à Roeg, intitulée E=MC2, qui comprend des références lyriques à Ne vous retournez pas — parmi les autres films de Roeg — ainsi que des extraits du film dans la vidéo, réalisée par Luc Roeg, tandis que Sophie Ellis-Bextor a réalisé un « hommage pop synthé » à Ne vous retournez pas avec sa chanson Catch You et que des parties du film ont été échantillonnées dans la chanson America du groupe français M83.